# Martina McBride

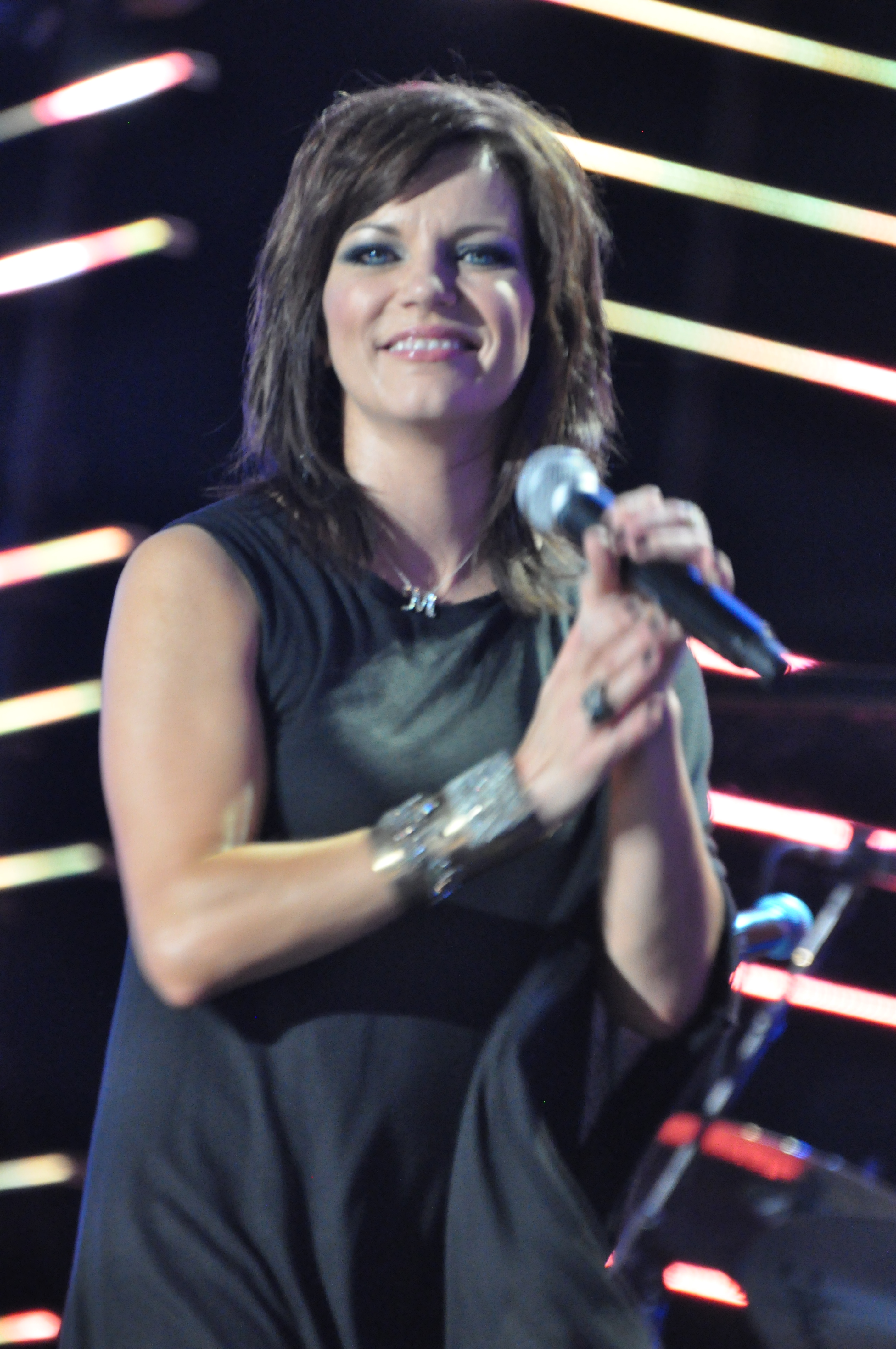
Martina McBride tijdens een optreden in 2010

Martina Mariea Schiff McBride (Medicine Lodge, Kansas, 29 juli 1966) is een Amerikaanse countryzangeres.
Haar ouders, Jeanne and Daryl Schiff, hadden een boerderij net buiten het dorpje Sharon in Kansas (met 200 inwoners). Martina woonde daar totdat ze van high school kwam. Martina heeft een oudere broer, Steve, een oudere zus, Gina, en een jongere broer, Martin (Marty genoemd). Marty speelt gitaar in Martina's band. Martina and Marty zijn beiden geboren op 29 juli, maar Marty is twee jaar jonger.
Haar grootste twee Amerikaanse hits waren I Love You (#24) uit 1999 en Blessed (#31) uit 2002.
In 2008 nam ze een duet op met de overleden Elvis Presley. Dit was Elvis' kerstnummer Blue Christmas. In hetzelfde jaar kreeg ze een ster in de Music City Walk of Fame in Nashville.

## Discografie

### Albums
- The Time Has Come (1992)
- The Way That I Am (1993)
- Wild Angels (1995)
- Evolution (1997)
- White Christmas (1998)
- Emotion (1999)
- Greatest Hits (2001)
- Martina (2003)
- Timeless (2005)
- Waking up Laughing (2007)
- Shine (2009)
- Eleven (2011)

- Bibsys: 10008803
- Bibliothèque nationale de France: cb14029131v (data)
- Gemeinsame Normdatei: 134874552
- International Standard Name Identifier: 0000 0003 6859 2471
- Library of Congress Control Number: n92075610
- MusicBrainz: b0a55bd8-60c7-45c1-b78e-f20e4c8adba1
- Nationale Bibliotheek van Tsjechië: xx0055546
- Nederlandse Thesaurus van Auteursnamen: 309555248
- SNAC: w65n0f5j
- Système universitaire de documentation: 160588227
- Virtual International Authority File: 85658518
- WorldCat: E39PBJv4rqxQKXRhJQjy9fp3wC